# Peziza arvernensis

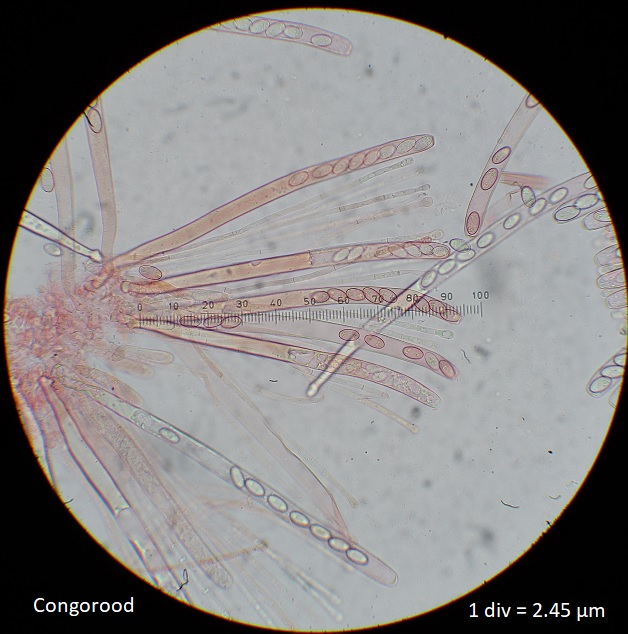
Worki

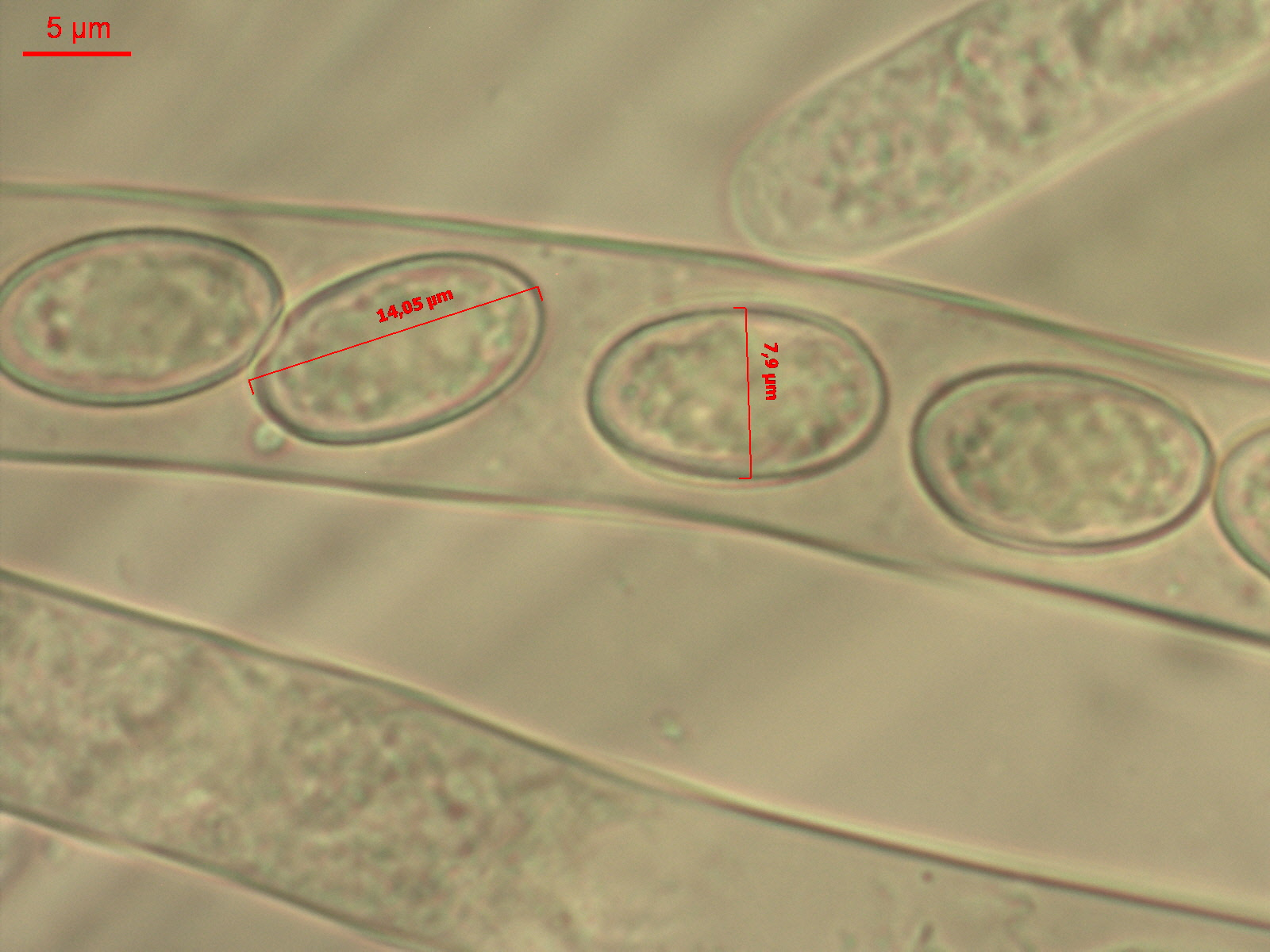
Zarodniki

Peziza arvernensis Roze & Boud. – gatunek grzybów z rodziny kustrzebkowatych (Pezizaceae).

## Systematyka i nazewnictwo
Pozycja w klasyfikacji według Index Fungorum: Peziza, Pezizaceae, Pezizales, Pezizomycetidae, Pezizomycetes, Pezizomycotina, Ascomycota, Fungi.
Po raz pierwszy opisali go w 1880 r. Ernest Roze i Jean Louis Émile Boudier. synonimy nazwy naukowej:
- Aleuria arvernensis (Roze & Boud.) Gillet 1886
- Aleuria sylvestris Boud. 1906
- Galactinia sylvestris (Boud.) Svrček 1962
- Peziza silvestris (Boud.) Sacc. & Traverso 1911[2].

## Morfologia
Owocnik
Typu apotecjum bez trzonu, początkowo półkulisty, potem wypłaszczający się, często z zawiniętym falistym brzegiem, zwykle pękający w okresie dojrzałości. Średnica od 3 do 7 cm (wyjątkowo do 10 cm). Wewnętrzna powierzchnia jest często lekko pomarszczona, najbardziej zauważalnie w części środkowej. Miąższ dość delikatny, różowawy o grubości 0,5–2 mm, bez wyraźnego zapachu i smaku. Powierzchnia hymenialna (górna) gładka i woskowata, żółtawo-brązowa do różowawo-brązowej, z wiekiem i wystawieniem na światło dzienne staje się średnio brązowa. Niepłodna dolna powierzchnia jest ziarnisto-oprószona, blado płowożółta w pobliżu brzegu, stopniowo przechodząca w bardziej brązowy odcień w kierunku podstawy.
Cechy mikroskopowe
Zarodniki eliptyczne bez gutuli, 15–20 × 9–10 µm, w okresie niedojrzałym gładkie, czasami w miarę dojrzewania stają się drobno brodawkowate. Worki cylindryczne, w odczynniku Melzera amyloidalne, średnio 300 × 15 µm, unitunikowe z ośmioma zarodnikami. Wstawki gładkie, cylindryczne, zwykle o średnicy 4 µm z lekko główkowatymi końcówkami, zwykle o średnicy 5–7 µm.
Gatunki podobne
Jest wiele podobnych gatunków kustrzebek i rozróżnienie ich tylko na podstawie cech makroskopowych jest niemożliwe. Konieczne są badania mikroskopowe.

## Zasięg występowania i siedlisko
Występuje w Ameryce Północnej i Południowej, Europie, Australii, Azji i na Nowej Zelandii. M.A. Chmiel w 2006 r. przytoczyła 3 stanowiska w Polsce, w późniejszych latach podano następne.
Aktualne stanowiska podaje także internetowy atlas grzybów. Znajduje się w nim na liście gatunków zagrożonych i wartych objęcia ochroną.
Saprotrof rozwijający się na spróchniałym drewnie. Zwykle występuje na ziemi w miejscach, w których nagromadziły się resztki drzewne, co pomaga odróżnić ją od kilku podobnych gatunków kustrzebek, które rosną na łajnie lub bezpośrednio na gnijącym drewnie.

## Znaczenie
Zwykle grzyby workowe o miseczkowatych owocnikach uważa się za grzyby niejadalne. Najprawdopodobniej w stanie surowym lub niedostatecznie ugotowanym jest lekko trującym, mogącym powodować dolegliwości ze strony układu pokarmowego.